# 위 (2011년 영화)
위(W.E.)는 영국에서 제작된 마돈나 감독의 2011년 드라마, 멜로/로맨스 영화이다. 애비 코니쉬 등이 주연으로 출연하였다.

## 출연

### 주연
- 애비 코니쉬
- 안드레아 라이즈보로
- 제임스 다시
- 오스카 아이삭

### 조연
- 리처드 코일
- 데이빗 하버
- 제임스 폭스
- 주디 파핏
- 제프리 파머
- 나탈리 도머
- 로렌스 폭스
- 더글러스 레이스
- 케이티 맥그라
- 크리스티나 청
- 다미엔 토머스
- 라이언 헤이워드
- 듀안 헨리
- 안나 스켈런
- 페니 도니
- 데이빗 레든
- 알베르토 바즈케즈
- 벤 윌본드
- 젠슨 프리먼
- 케빈 카훈
- 빈센트 몬투엘

## 제작진
- 의상: 아리안느 필립스